# Cobitis zanandreai
Cobitis zanandreai és una espècie de peix de la família dels cobítids i de l'ordre dels cipriniformes.

## Morfologia
- Els mascles poden assolir 6 cm de llargària total i les femelles 7,5.[4]

## Hàbitat
Viu en zones de clima subtropical.

## Distribució geogràfica
Es troba a la Itàlia meridional.